# Illeville-sur-Montfort
Illeville-sur-Montfort är en kommun i departementet Eure i regionen Normandie i norra Frankrike. Kommunen ligger i kantonen Montfort-sur-Risle som tillhör arrondissementet Bernay. År 2022 hade Illeville-sur-Montfort 857 invånare.

## Befolkningsutveckling
Antalet invånare i kommunen Illeville-sur-Montfort
Referens:INSEE